# 坂本志魯雄
坂本 志魯雄（さかもと しろお、1871年5月19日（明治4年4月1日） – 1931年（昭和6年）4月11日）は、日本の政治家、実業家、記者。高知県生まれ。号は弔民（ちょうみん）。坂本素魯哉の弟。

## 来歴

### 生い立ち
1871年5月19日（明治4年4月1日）、土佐国長岡郡瓶岩村亀岩（現・高知県南国市）に生まれる。
1887年（明治20年）土佐立志社に入社。専修学校（現・専修大学）を卒業後、朝鮮政府内務顧問秘書となる。

### 密偵として活躍
中外商業新報（現・産経新聞、日経新聞）の記者となり、1894年（明治27年）、日清戦争に際しては、軍事探偵となって満蒙の情報を収集。その後、臨時台湾総督府鉄道隊に奉職。1896年（明治29年）、フィリピン独立運動の時、台湾総督・乃木希典の密命を帯び、フィリピン群島の内情を探査。7年間滞留し、情報収集のかたわら独立運動にも関与した。

### 実業家として
海外貿易会社マニラ支店長を務め、太陽石油、中外石油会社の取締役を歴任。日露戦争の後、樺太庁事務嘱託として、アレクサンドロフスクへ渡る。その他、坂東鉄道、国本石材の取締役も歴任した。

### 立憲政友会
1908年（明治41年）、立憲政友会高知支部幹事長となる。

### 板垣退助の伝記編纂を支援
1926年（大正15年）頃より、板垣退助の詳細な伝記を編纂して後世に残さんことを志した旧自由党員・今幡西衛の相談を受け、中野寅次郎、谷泉、西内正基らと相談し、退助の書生であった宇田滄溟を激励し、月々の生活費を援助して執筆にあたらせた。

### 政治家として
1928年（昭和3年）、第16回衆議院議員総選挙に立憲政友会（高知県2区）から出馬して当選。衆議院議員をつとめたが、1930年（昭和5年）の総選挙では落選。
1931年（昭和6年）4月11日死去。享年61。
高知県南国市宍崎の坂本公園に、兄の素魯哉とともに、顕彰記念碑が建立されている。